# Ballsh
Ballsh (albanska: Ballsh med böjningsformen Ballshi) är en stad i södra Albanien. Huvudort i distriktet Mallakastër. Det finns mycket petroleum omkring staden men utvinns inte, mycket på grund av bristen på goda tekniska resurser.